# Héctor Enrique
Héctor Enrique (Lanús, 26 de abril de 1962) é um ex-futebolista argentino. Era meio-campista.

## Biografia
Atuou pelos times Lanus, Deportivo Español, e River Plate.
Participou da Seleção argentina, inclusive sendo campeão da Copa do Mundo de 1986, no México.

## Títulos
River Plate
- Primera Divisão: 1985–86, 1989–90
- Copa Interamericana: 1986
- Copa Libertadores da América: 1986
- Copa Intercontinental: 1986

Argentina
- Copa do Mundo: 1986